# دينيز يلماز
دينيز يلماز (بالتركية: Deniz Yılmaz؛ بالألمانية: Deniz Yılmaz) هو لاعب كرة قدم تركي وألماني، ولد في 26 فبراير 1988 في نوي-أولم في ألمانيا. شارك مع منتخب تركيا تحت 16 سنة لكرة القدم ومنتخب تركيا تحت 21 سنة لكرة القدم. أما مع النوادي، فقد لعب مع بادربورن 07 وبايرن ميونخ الثاني وبورصا سبور وماينتس 05 ومعمورة العزيز سبور ونادي طرابزون سبور.

## مسيرته الكروية
لعب دينيز يلماز خلال مسيرته الاحترافية مع 8 أندية في سبعة عشر موسمًا وسجل خلالها 75 هدفًا ضمن 270 مباراة. ولم يفز بأي موسم بالكأس أو بالدوري.
خاض دينيز يلماز مسيرته مع نادي بايرن ميونخ ب في موسم 2005–06 ليلعب معه ستة مواسم، مشاركًا في 115 مباراة سجل خلالها 33 هدفًا. ثم انتقل إلى نادي ماينتس 05 في موسم 2011–12 لمدة موسم واحد، حيث شارك في مباراتين ولم يسجل أي هدف. لينتقل بعدها إلى نادي بادربورن 07 في موسم 2012–13 لمدة موسم واحد، مشاركًا في 25 مباراة سجل خلالها 5 أهداف. ثم انتقل إلى نادي معمورة العزيز سبور في موسم 2013–14 لمدة موسم واحد، مشاركًا في 28 مباراة سجل خلالها 12 هدفًا. هذا وانتقل لاحقًا إلى نادي طرابزون سبور في موسم 2014–15 ولمدة موسمين، مشاركًا في 17 مباراة سجل خلالها هدفين. ثم انتقل بعدها إلى نادي بورصة سبور في موسم 2015–16 واستمر معه طيلة ثلاثة مواسم، مشاركًا في 36 مباراة سجل خلالها 10 أهداف. ليعود وينتقل من جديد، لكن هذه المرة إلى نادي غنتشلربيرليغي في موسم 2017–18 ولمدة موسمين، مشاركًا في 31 مباراة سجل خلالها 3 أهداف.

## وصلات خارجية
- دينيز يلماز على موقع الاتحاد الدولي (مؤرشف)  (الإنجليزية)
- دينيز يلماز على موقع الاتحاد الأوربي (الإنجليزية)
- دينيز يلماز على موقع اتحاد تركيا (لاعب) (الإنجليزية)
- دينيز يلماز على موقع قاعدة بيانات كرة القدم.إي يو (الإنجليزية)
- دينيز يلماز على موقع بيانات كرة القدم. دي إي (الألمانية)
- دينيز يلماز على موقع ناشيونال فوتبول تيمز (الإنجليزية)
- دينيز يلماز على موقع Soccerway.com (الإنجليزية)
- دينيز يلماز على موقع عالم كرة القدم.نت (الإنجليزية)
- دينيز يلماز على موقع AS.com (الإسبانية)